# Sesquilé
Sesquilé là một khu tự quản thuộc tỉnh Cundinamarca, Colombia. Thủ phủ của khu tự quản Sesquilé đóng tại Sesquilé Khu tự quản Sesquilé có diện tích ki lô mét vuông. Đến thời điểm ngày 28 tháng 5 năm 2005, khu tự quản Sesquilé có dân số 1388 người.